# Rafał Adamski
Rafał Adamski (ur. 21 listopada 2001 w Dzierżoniowie) – polski piłkarz występujący na pozycji napastnika w polskim klubie Pogoń Grodzisk Mazowiecki.

## Kariera
Adamski rozpoczął swoją karierę w juniorach Zielonych Łagiewniki, z których trafił później do drużyny młodzieżowej Lechii Dzierżoniów. W lipcu 2017 przeszedł z Lechii do juniorów Miedzi Legnica. Od sezonu 2018/2019 zaczął występować dla trzecioligowych rezerw Miedzi, dla których w latach 2018–2020 rozegrał 24 występy, zdobywając w nich 7 bramek i zaliczając 3 asysty. Zawodnikowi udało się również rozegrać jedno spotkanie dla pierwszej drużyny Miedzi -wystąpił 22 sierpnia 2020 w przegranym 0:4 meczu 1. rundy Pucharu Polski z Radomiakiem Radom.
W styczniu 2021 Adamski przeszedł do trzecioligowych rezerw Zagłębia Lubin. W rundzie wiosennej sezonu 2020/2021 napastnik rozegrał dla nich 18 spotkań i zdobył 6 bramek, w sezonie 2021/2022 zawodnik zagrał zaś w 29 spotkaniach, w których strzelił 15 bramek i zaliczył 2 asysty. Dzięki dobrej postawie prezentowanej w rezerwach Adamskiemu udało się 6 maja 2022 zadebiutować w pierwszej drużynie Zagłębia oraz w Ekstraklasie w wygranym 6:1 meczu 32. kolejki z Radomiakiem Radom.
W rundzie jesiennej sezonu 2022/2023, w związku z problemami pozostałych napastników Zagłębia (kontuzja Dawida Kurminowskiego, rozczarowująca postawa Martina Doležala i Szymona Kobusińskiego), Adamski zaczął odgrywać istotną rolę w pierwszej drużynie Zagłębia, rozgrywając wówczas 14 spotkań w Ekstraklasie i zdobywając 2 gole. W rundzie wiosennej jednak, w związku z powrotem do zdrowia Kurminowskiego oraz ściągnięciem do Zagłębia Jakuba Świerczoka, Adamski zdołał już rozegrać tylko 5 spotkań.
W sezonie 2022/2023 Adamski występował również w drugoligowych rezerwach Zagłębia, rozgrywając dla nich 16 spotkań, w których strzelił 7 goli i zaliczył 1 asystę. W sezonie 2024/2025 zawodnik został wypożyczony do Warty Poznań.  
1 lipca 2025 został zawodnikiem Pogoni Grodzisk Mazowiecki .